# Jakob Guttmann
Jakob Guttmann, född 22 april 1845 i Beuthen, död 29 september 1919 i Breslau, var en tysk-judisk teolog och religionsfilosof.
Jakob Guttmann blev 1892 rabbin i Breslau. Han var banbrytande för den judiska medeltidsfilosofins utforskande och behandlade 1889 källkritiskt Salomo ben Jehuda ibn Gabirols filosofi, och i arbetet Die Scholastik des 13. Jahrhunderts in ihren Beziehungen zum Judenthum und zur jüdischen Litteratur (1902) påvisade han Maimonides och Jehuda ibn Gabriols inflytande på skolastiker som Albertus Magnus och Vilhelm av Auvergne och även på Roger Bacon.